# قرن نبات
القَرْن أو السِّنفَة (بالإنجليزية: Legume)‏ في علم النبات هو الثمرة التي تنتجها نباتات الفصيلة البقولية مثل الفول والبازلاء والترمس. يحتوي هذا القرن على البذور. يتفزَّر القرن طوليًا وقت نضجه عند رفاء يفصل بين شقيه (لاحظ صورة فول الصويا).

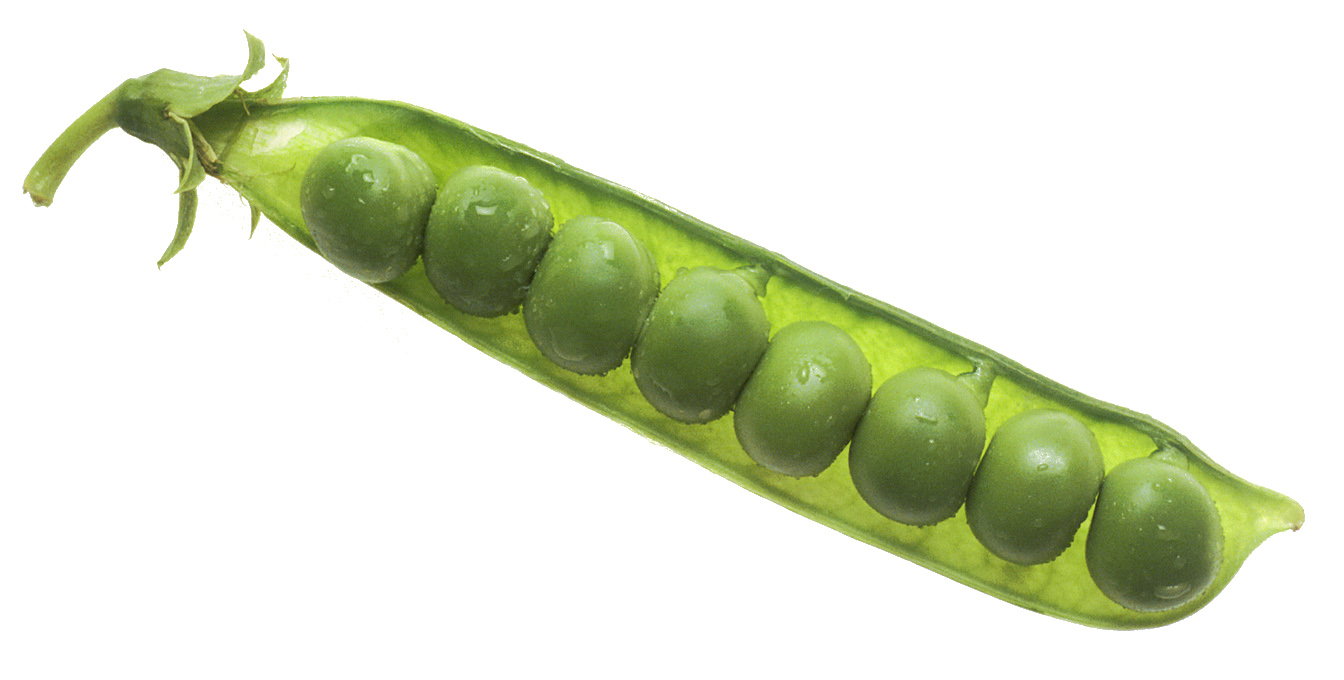
قرن نبتة البازلاء

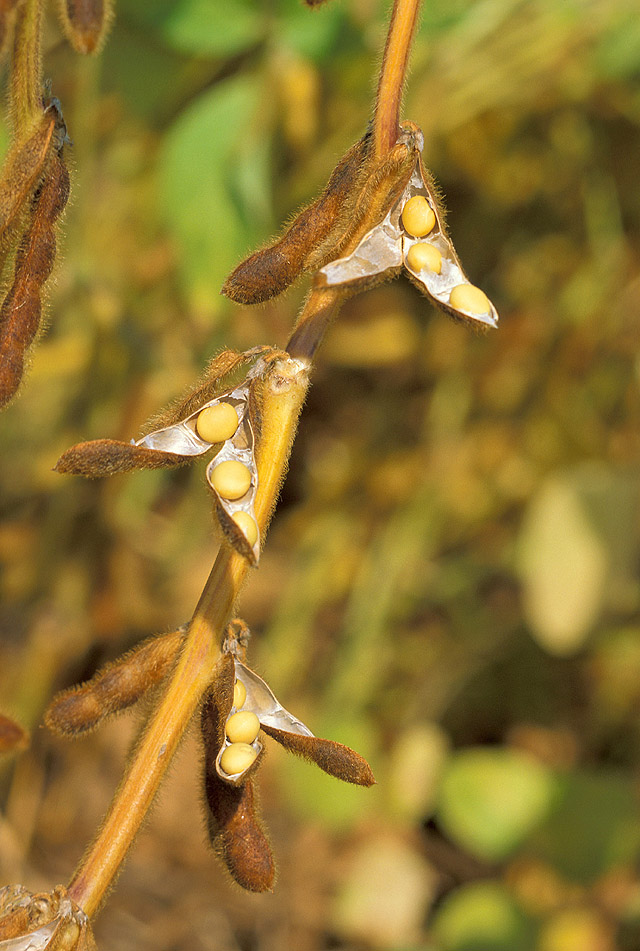
فول الصويا